# Tribología

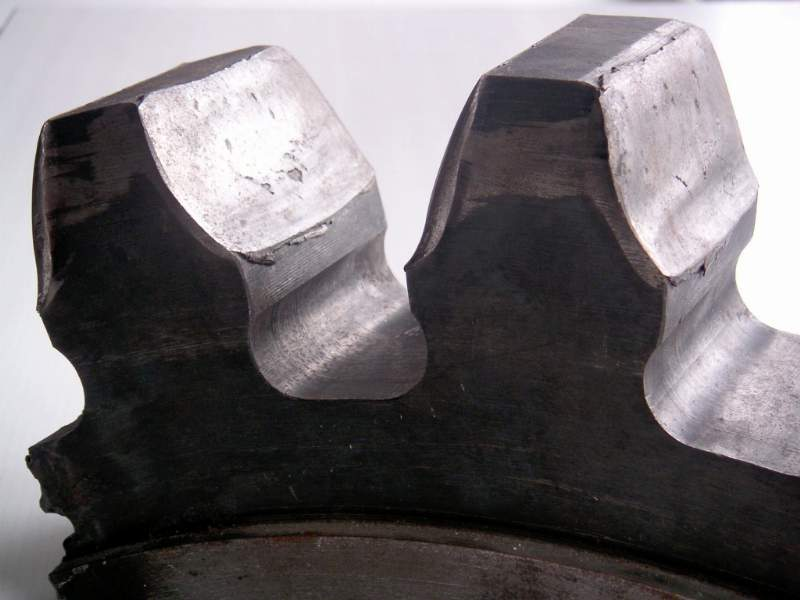
Desgaste en los dientes de un engranaje debido a la fricción.

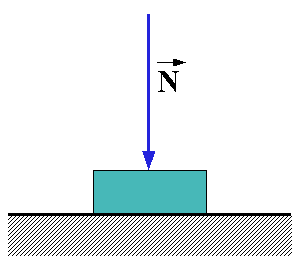
Fricción.

La tribología (del griego τρίβω tríbō, "frotar o rozar") es la ciencia que estudia las superficies que interactúan en movimiento relativo, y cualquier aspecto que esté relacionado con el diseño de una máquina como la fricción, el desgaste y la lubricación. El término es usado universalmente desde finales del siglo XX.
Para entender la tribología se requieren conocimientos de otras ciencias, como los son, la física, la química, las matemáticas, la ingeniería, la informática, la tecnología de materiales y muchas otras. Las tareas del especialista en tribología (tribólogo) son las de reducir la fricción y el desgaste  mediante la lubricación de las superficies en contacto para así conservar y reducir energía, lograr movimientos más rápidos y precisos, incrementar la productividad, reducir el mantenimiento y ampliar el periodo de vida útil de la máquina.

## Historia

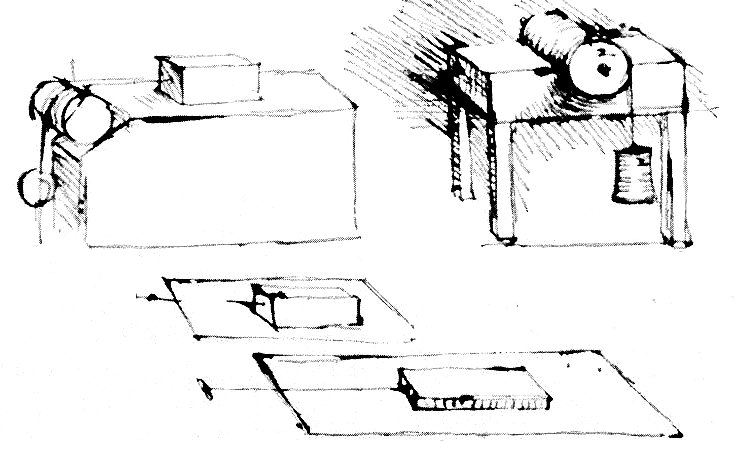
Experimentos tribológicos sugeridos por Leonardo da Vinci

### Historia temprana
A pesar del nombre relativamente reciente del campo de la tribología, los estudios cuantitativos de la fricción se remontan a 1493, cuando Leonardo da Vinci notó por primera vez las dos 'leyes' fundamentales de la fricción. Según Leonardo, la resistencia por fricción era la misma para dos objetos diferentes del mismo peso pero que el contacto era de diferentes anchos y largos. También observó que la fuerza necesaria para superar la fricción se duplicaba cuando se duplicaba el peso. Sin embargo, los hallazgos de Leonardo quedaron inéditos en sus cuadernos.
Las dos 'leyes' fundamentales de la fricción fueron publicadas por primera vez en 1699 por Guillaume Amontons, con cuyo nombre ahora se asocian generalmente. Afirman que:
- la fuerza de fricción que actúa entre dos superficies deslizantes es proporcional a la carga que presiona las superficies juntas;
- la fuerza de fricción es independiente del área aparente de contacto entre las dos superficies.

Aunque no se aplican universalmente, estas sencillas afirmaciones son válidas para una sorprendentemente amplia variedad de sistemas.  Estas leyes fueron desarrollados en 1785 por Charles-Augustin de Coulomb, quien notó que la fuerza de fricción estática puede depender del tiempo de contacto y que el deslizamiento (cinético) fricción puede depender de la velocidad de deslizamiento, la fuerza normal y el contacto con el área.
En 1798,  Charles Hatchett y Henry Cavendish  llevaron a cabo la primera prueba fiable de desgaste por fricción. En un estudio encargado por el Consejo Privado del Reino Unido, utilizaron una sencilla máquina recíproca para evaluar la tasa de desgaste de moneda de oro. Descubrieron que las monedas con arena entre ellas se desgastaban más rápidamente en comparación con las monedas autoaparejadas. En 1860, Theodor Reye propuso la hipótesis de Reye. En 1953,  John Frederick Archard  desarrolló la ecuación de Archard que describe el desgaste por deslizamiento y se basa en la teoría del contacto con asperezas.
Otros pioneros de la investigación en tribología fueron el físico australiano Frank Philip Bowden y el físico británico David Tabor, ambos del Laboratorio Cavendish de la Universidad de Cambridge. Juntos escribieron el libro de texto fundamental  The Friction and Lubrication of Solids (Parte I publicada originalmente en 1950 y Parte II en 1964). Michael J. Neale fue otro líder en el campo a mediados y finales del siglo XX. Se especializó en la resolución de problemas de diseño de máquinas aplicando sus conocimientos de tribología. Neale fue respetado como educador con un don para integrar el trabajo teórico con su propia experiencia práctica para producir guías de diseño fáciles de entender. The Tribology Handbook, [El Manual de tribología] que editó por primera vez en 1973 y actualizó en 1995, todavía se usa en todo el mundo y forma la base de numerosos cursos de capacitación para diseñadores de ingeniería.
Duncan Dowson analizó la historia de la tribología en su libro de 1997 History of Tribology [Historia de la tribología] (2.ª edición). Esta obra cubre los desarrollos desde la prehistoria hasta las primeras civilizaciones (Mesopotamia, el antiguo Egipto) y destaca los desarrollos clave hasta finales del siglo XX.

### El informe Jost
El término «tribología» comenzó a ser ampliamente utilizado después de The Jost Report, publicado en 1966.  El informe destacaba el enorme costo de la fricción, el desgaste y la corrosión para la economía británica (1.1–1.4% del PIB). Como resultado, el gobierno del Reino Unido estableció varios centros nacionales para abordar problemas tribológicos. Desde entonces, el término se ha difundido en la comunidad internacional, y muchos especialistas ahora se identifican como «tribólogos».

## La tribología como ciencia
La tribología se define como la ciencia y tecnología de la interacción entre superficies en movimiento relativo e involucra el estudio de la fricción, el desgaste y la lubricación. 
Antes del nacimiento de la tribología como ciencia se pensaba en el término «lubricación» o ingeniería de lubricación. No se había generalizado la disminución de la fricción y el desgaste como prácticas cotidianas. Con la tribología como ciencia se pasó a estudiar la fricción y sus efectos asociados, como el desgaste, tratando de prevenirlos con mejores diseños y prácticas de lubricación. Toma en cuenta, entre otros aspectos de la maquinaria industrial, los siguientes:
- el diseño,
- los materiales de las superficies en contacto,
- el sistema de aplicación del lubricante,
- el medio circundante,
- las condiciones de operación.

## Aplicaciones
La tribología está presente prácticamente en todas las piezas en movimiento tales como:
- Rodamientos
- Chumaceras
- Sellos
- Anillos de pistones
- Embragues
- Frenos
- Engranajes

La tribología ayuda a resolver problemas en maquinaria, equipos y procesos industriales tales como:
- Motores eléctricos y de combustión (componentes y funcionamiento)
- Compresores
- Extrusión
- Laminación o rolado
- Fundición
- Forja
- Procesos de corte (herramientas y fluidos)
- Elementos de almacenamiento magnético
- Prótesis articulares (cuerpo humano)

## Fundamentos de la tribología
La tribología se centra en el estudio de tres fenómenos:
1. La fricción entre dos cuerpos en movimiento
2. El desgaste como efecto natural de este fenómeno
3. La lubricación como un medio para reducir el desgaste.

### Fricción
La fricción se define como la resistencia al movimiento durante el deslizamiento o rodamiento que experimenta un cuerpo sólido al moverse sobre otro con el cual está en contacto. Esta resistencia al movimiento depende de las características de las superficies. Una teoría explica la resistencia por la interacción entre puntos de contacto y la penetración de las asperezas. La fricción depende de
- i) La interacción molecular (adhesión) de las superficies
- ii) La interacción mecánica entre las partes.

La fuerza de resistencia que actúa en una dirección opuesta a la dirección del movimiento se conoce como fuerza de fricción. Existen dos tipos principales de fricción: fricción estática y fricción dinámica. La fricción no es una propiedad del material, es una respuesta integral del sistema.
Existen tres leyes de la fricción:
1. La fuerza de fricción es proporcional a la carga normal.
2. La fuerza de fricción es independiente de la aparente área de contacto entre las superficies deslizantes.
3. La fuerza de fricción es independiente a la velocidad de deslizamiento.

Tipos de fricción:
- Fricción estática: ando dos objetos no están en movimiento relativo uno con respecto al otro.
- Fricción por rodadura: cuando dos objetos se mueven uno con relación al otro y uno de ellos “rueda” sobre el otro.
- Fricción cinética: cuando dos objetos se mueven uno con respecto al otro y se frotan entre sí.
- Fricción deslizante: cuando dos objetos se frotan entre sí.
- Fricción fluida:  cuando un objeto sólido se mueve a través de un líquido o gas.

### Desgaste
El desgaste es el daño de la superficie por eliminación de material de una o ambas superficies sólidas en movimiento relativo. Es un proceso en el cual las capas superficiales de un sólido se rompen o se desprenden de la superficie. Al igual que la fricción, el desgaste no es solamente una propiedad del material, es una respuesta integral del sistema. Los análisis de los sistemas han demostrado que 75 % de las fallas mecánicas se deben al desgaste de las superficies en rozamiento. Se deduce fácilmente que para aumentar la vida útil de un equipo se debe disminuir el desgaste al mínimo posible.
- Desgaste por fatiga: surge por concentración de tensiones mayores a las que puede soportar el material. Incluye las dislocaciones, formación de cavidades y grietas.
- Desgaste abrasivo: es el daño por la acción de partículas sólidas presentes en la zona del rozamiento.
- Desgaste por erosión: es producido por una corriente de partículas abrasivas, muy común en turbinas de gas, tubos de escape y de motores.
- Desgaste por corrosión: originado por la influencia del ambiente, principalmente la humedad, seguido de la eliminación por abrasión, fatiga o erosión, de la capa del compuesto formado. A este grupo pertenece el desgaste por corrosión, ocasionado principalmente por la acción del oxígeno (dioxígeno) atmosférico o disuelto en el lubricante, sobre las superficies en movimiento.
- Desgaste por frotación: aquí se conjugan las cuatro formas de desgaste; en este caso los cuerpos en movimiento tienen movimientos de oscilación de una amplitud menor de 100 μm. Generalmente se da en sistemas ensamblados.
- Desgaste por deslizamiento: también conocido como desgaste por adhesión, es el proceso por el cual se transfiere material de una a otra superficie durante su movimiento relativo como resultado de soldadura en frío debido a las grandes presiones existentes entre las asperezas; en algunos casos parte del material desprendido regresa a su superficie original o se libera en forma de virutas o rebaba. Existen pruebas de este tipo en las que se emplea una máquina de perno o esfera en disco.
- Desgaste Fretting: es el desgaste producido por las vibraciones inducidas por un fluido a su paso por una conducción.
- Desgaste de impacto: son las deformaciones producidas por golpes y que producen una erosión en el material.

### Lubricación

Curva de Stribeck.

El deslizamiento entre superficies sólidas se caracteriza generalmente por un alto coeficiente de fricción y un gran desgaste debido a las propiedades específicas de las superficies. La lubricación consiste en la introducción de una capa intermedia de un material ajeno entre las superficies en movimiento. Estos materiales intermedios se denominan lubricantes y su función es disminuir la fricción y el desgaste. El término lubricante es muy general, y puede estar en cualquier estado material: líquido, sólido, gaseoso e incluso semisólido o pastoso.
Tipos de lubricantes:
- Hidrodinámica
- Elastohidrodinámica
- Mixta